# Templiers en Italie
Ne pas confondre avec la société des Templiers, un courant religieux protestant né en Allemagne  au XIXe siècle.
Ni avec les chevaliers de l'ordre Teutonique, fortement implantés en Allemagne et en Italie à partir du XIIe siècle et qui existent toujours comme organisation caritative
Ni avec l'ordre du Temple solaire, groupe ésotérique néo-templier fondé en 1984
L'histoire des templiers en Italie commence en 1140, soit 11 ans après la fondation de l'ordre du Temple, par l'implantation des premières commanderies et maisons du temple, qui jalonnaient souvent les voies romaines suivies par les pèlerins. L'ordre du Temple, comme les autres ordres présents en Orient, trouvait en Occident les ressources matérielles et humaines pour soutenir ses activités en Terre Sainte. Tout comme les ordres monastiques, il recevait sous forme d’aumône des donations de terres, des églises et des rentes affluaient de toute l’Italie.

## Installation et développement

Voies romaines en Italie : la Via Francigena qui pénètre en Italie par la vallée d'Aoste, la Via Aemilia, la Via Flaminia, et la Via Appia menant à Brindisi

Les commanderies et maisons du Temple se développèrent à partir des années 1140 principalement dans le Latium, en Lombardie (à Milan, Bergame...), en Ligurie (Albenga...) ou dans le Piémont (Verceil, Turin, Asti...), puis progressivement dans tout le reste de l'Italie, avec priorité à la production agricole. Mais le second objectif de l'ordre en Italie était de faciliter l'acheminement des hommes et des biens vers l'Orient par la voie marine, afin d'éviter les voies terrestres plus risquées. Des commanderies portuaires se développèrent donc dans tous les grands ports italiens, (Gênes, Venise, mais aussi et surtout dans les Pouilles à Trani, Barletta, Brindisi, lieu d'embarquement des pèlerins, croisés et marchandises, mais également abri d'hiver pour les navires).
Le nombre de commanderies, maisons du temple et possessions templières s'accrut fortement au XIIIe siècle, et l'implantation des Templiers dans la société italienne prit une importance croissante, y compris au sein des États pontificaux et auprès des papes de la fin du siècle, comme cubiculaires ou bien trésoriers.
Mais la période qui couvre les XIIe et XIIIe siècles fut surtout marquée par une forte instabilité politique, et la formation des ligues lombardes et des communes libres, et la lutte entre papauté et empereurs germaniques eut un impact sur la présence et l'influence templière dans ces régions.

## Les provinces templières en Italie
La péninsule italienne était divisée en trois entités politiques majeures : (XIIe siècle)
- Le royaume d'Italie qui correspondait à l'Italie du Nord, sous domination du Saint-Empire romain germanique.
- Les états pontificaux au centre (Latium, Ombrie et les Marches)
- Le royaume de Sicile au Sud (Abruzzes, Calabre, Campanie, Molise, Pouilles et l'île de Sicile). Ce royaume fut scindé en deux en 1282 avec d'un côté le royaume dit de Naples et de l'autre l'île de Sicile qui deviendra le royaume de Trinacrie (it), en 1302[2].

Certaines publications avancent l'hypothèse que les dignitaires templiers désignés par l'expression maître d'Italie étaient responsables de l'ensemble de la péninsule, voire que les maîtres des Pouilles et de Sicile (sud de la péninsule) devaient être subordonnés à ces maîtres au moins jusqu'en 1266. Mais à cette époque, le terme Italie n'incluait pas le sud de la péninsule et il n'y a aucune preuve que ce soit le cas. On ne trouve qu'un seul maître d'Italie qui soit intervenu dans le sud, Dalmazio de Fenolar en 1254 qui se trouvait à Barletta,. Les états pontificaux faisaient partie de la province d'Italie et les templiers administraient initialement leurs possessions à partir de deux provinces, l'Italie au nord, les Pouilles et la Sicile au sud. Ces deux provinces étaient divisées en baillies, entités géographiques plus restreintes, avec un précepteur à leur tête, mais qui relevaient du maître de la province. 

### La province d'Italie
Elle correspond au Nord et au Centre de la péninsule y compris l'île de Sardaigne, mais les termes « Magistri Italie, Magistri Totus Italie » ou encore « In Italia Generalis Preceptor » ne semblent plus employés à partir de la fin des années 1270. Le premier maître connu de cette province, Bonifacio apparaît en décembre 1167 lorsqu'il est mentionné comme Magister et procurator in Italia, mais on le trouve également deux années plus tard avec le titre de maître de Lombardie. Il est probable que ce dignitaire ait dû cumuler deux fonctions (province d'Italie et baillie de Lombardie). 
Les baillies (districts, sous-provinces) attestées comme faisant partie de cette province étaient les suivantes,,: (du Nord au Sud)
- Lombardie (Lombardia) qui englobait une aire bien plus importante que l'actuelle région. À savoir leurs possessions en Émilie-Romagne, en Lombardie et dans le Piémont, mais les limites exactes semblent impossibles à déterminer.
- Marche de Trévise (Marchia Tarvisana). Il s'agit principalement de leurs possessions en Vénétie[10].
- Marche de Vérone (à cheval entre l'Ouest de la région actuelle de Vénétie et celle de Lombardie) qui fut un temps réunie avec celle de Lombardie, notamment à la fin du XIIe siècle. Historiquement, cette Marche a été annexée à celle de Trévise en 1232.
- Tuscie (Tuscia). Voir la liste des commanderies templières en Toscane, cette région historique s'apparentant à la Toscane d'aujourd'hui.
- Marche d'Ancone (Marchia ?). cf. Liste des commanderies templières dans les Marches[N 4].
- Duché de Spolète (Ducatu Spoletano). A priori, il ne s'agit que de leurs possessions en Ombrie.
- Patrimoine de Saint-Pierre en Tuscie (Patrimonio Beati Petri in Tuscia), le nord du Latium. Se référer à la liste des commanderies templières dans le Latium.
- Rome (Roma), voir aussi la liste du Latium.
- Campagne et Maritime (Campania et Maritima)[N 5]. Voir également les possessions dans le Latium
- Sardaigne. cf. Liste des commanderies templières en Sardaigne

Les sources ne permettent pas de clarifier la situation en ce qui concerne les biens en Ligurie, cette région étant peu documentée et les templiers semblant s'être séparés d'une grande partie de leurs biens dès la fin du XIIe siècle notamment à Albenga,. Barbara Frale pense cependant que la région dépendait bien de cette province. Même problématique à propos du Nord-Est de la péninsule (possessions dans le Frioul-Vénétie julienne et dans le Trentin-Haut-Adige) même si leur présence en Vénétie fut importante avec des commanderies dépendantes de cette province. La vente en 1304 de Santa Maria del Tempio, sur la commune d'Ormelle par Giacomo da Montecucco, maître de Lombardie, confirme que cette province s'étendait jusqu'à l’extrême Nord-Est de la Vénétie tout au moins au début du XIVe siècle. Mais ce n'était pas le cas au cours du XIIIe siècle avec la Vénétie, qui était clairement séparée de la Lombardie.
Comme indiqué précédemment, à la fin du XIIIe siècle et jusqu'à la chute de l'ordre, le nord de la péninsule semble être devenu la province de Lombardie.

### La province des Pouilles puis province du royaume de Sicile
Les avis des historiens s'opposent sur cette partie de la péninsule italienne et il est difficile de dresser un portrait exact de la situation. Il est d'abord nécessaire de distinguer quatre périodes qui ont marqué l'histoire du royaume de Sicile:
- Le royaume normand de Sicile (1130-1194)
- Le royaume souabe (1194-1266) et plus particulièrement le règne de Frédéric II du Saint-Empire jusqu'en 1250.
- Le premier royaume angevin (1266 - 1282)
- Le second royaume angevin (partie péninsulaire, royaume de Sicile citérieure) et la Sicile qui passe sous domination aragonaise (royaume de Sicile ultérieure qui devient le royaume de Trinacrie (it) en 1302, grâce à la Paix de Caltabellotta, qui mit fin à la longue lutte opposant la Maison d'Aragon-Catalogne à la Maison d'Anjou) (1282 - 1307)[N 6]

Pendant la période normande, il s'agit de la province des Pouilles qui englobe l'ensemble des territoires du royaume de Sicile si on suit l'avis de l'historien Malcolm Barber, cette opinion étant partagée par Hubert Houben. 
Ce n'est qu'au début de la période souabe lors de l’avènement d'Henri VI du Saint-Empire que l'on trouve le premier maître dit du royaume de Sicile et des Pouilles, en la personne de Guillaume de Saint-Paul (février 1196). Mais après le mandat de ce maître, il semble qu'il y ait deux provinces distinctes, à savoir la Sicile et la Calabre et les Pouilles et la terre de Labour.
Les choses se compliquent pendant le règne de Frédéric II, notamment à la suite d'une première confiscation éphémère des biens templiers en 1229 puis d'une deuxième confiscation en 1239 qui perdura jusqu'en 1250. 
On retrouve de nouveau des dignitaires désignés par le titre de maître du royaume de Sicile à partir de l'année 1266 (Alberto de Canelli) et ce jusqu'à la chute de l'ordre. Là encore, la situation mérite d'être éclaircie car à la suite des vêpres siciliennes (1282), le royaume fut coupé en deux. Les maîtres du royaume de Sicile n'administraient peut-être plus que la partie péninsulaire, tandis que l'île de Sicile passée sous domination aragonaise étaient tenue par des templiers venus d'Espagne. Les templiers bénéficiaient d'un forte légitimité auprès de la couronne d'Aragon et leurs relations avec Charles II d'Anjou semblaient bonnes, mais lorsque le maître de l'ordre Guillaume de Beaujeu, pourtant initialement pro-angevin, participa en 1285 à l'expulsion des angevins du château d'Acre, il mit l'ordre dans une position délicate. Le pape Martin IV ayant lancé une croisade contre l'Aragon demanda aux templiers et aux hospitaliers de se tenir à l'écart, mais ils se retrouvèrent avec les deux parties à dos. 
La question de la fusion de ces deux ordres militaires refit alors surface en 1291, mais la mort du pape Nicolas IV repoussa ce projet. 
À noter tout de même que le dernier maître des territoires du sud de la péninsule, Odo de Villaret avait le titre de Grand-précepteur des royaumes de Sicile. 
Dans la plupart des provinces de l'ordre, il existait des baillies (sous-provinces), mais il est difficile d'y voir clair dans le sud de la péninsule compte tenu des nombreux changements opérés . L'administration de ce territoire se faisait à partir des commanderies de Barletta (Pouilles) et de Messine (Sicile) sachant qu'en certaines occasions, le précepteur de Barletta était considéré comme le maître du royaume de Sicile. On connait néanmoins un certain nombre de ces baillies:
- La baillie des Pouilles[N 9]
- La baillie de Sicile
- La terre de Labour
- Les Abruzzes

## Possessions templières
Pour accéder aux listes des commanderies et possessions templières par région actuelle, cliquer sur les liens de la carte ci-jointe.
| Possessions templières par région |
| --- |
| \| Émilie-R. Fri-VJ Lombardie Trentin -H.A. Vénétie V.d'A. Piémont Ligurie Toscane Ombrie Latium Marches Abruzzes Molise Campanie Basilicate Calabre Pouilles Sicile Sardaigne \| |
| Émilie-R. Fri-VJ Lombardie Trentin -H.A. Vénétie V.d'A. Piémont Ligurie Toscane Ombrie Latium Marches Abruzzes Molise Campanie Basilicate Calabre Pouilles Sicile Sardaigne       |

## Procès de l'ordre du Temple en Italie
Les premières auditions en Italie datent du 19 octobre 1307, soit une semaine à peine après l'ordre d'arrestation des Templiers par Philippe IV le Bel, et prirent fin en mai 1311. Conformément à la bulle Ad extirpanda de Innocent IV en 1252, l'inquisition en Italie était organisée en districts, les uns sous la responsabilité des Franciscains (l'Émilie-Romagne par exemple), les autres sous celle des Dominicains (comme la Lombardie). Les auditions se déroulèrent principalement à Brindisi, Cesena, Naples, Florence et Lucques, Ravenne, ainsi que dans les États pontificaux et en Sicile.
Les biens templiers, en particulier les commanderies, furent reversés par la bulle papale Ad Providam en majeure partie à l'ordre de l'Hôpital. Parmi tous les chevaliers, frères et servants templiers, peu ont été arrêtés et questionnés, et aucun n'a été exécuté. Bon nombre d'entre eux ont été accueillis par d’autres ordres religieux, ou sont retournés à la vie civile.